# Робітниче Селище (платформа)
Робітниче Селище (рос. Рабочий Посёлок) — пасажирська платформа Смоленського (Білоруського) напрямку Московської залізниці та маршруту МЦД-1

у Москві. 

## Розташування
Розташована на межі районів «Кунцево» та «Можайський». Виходи на вулиці Івана Франка, Маршала Недєліна, Лесі Українки, Гришина. Поруч з платформою розташовані Всеросійський інститут легких сплавів та Кунцевський ринок.

## Опис
Складається з трьох платформ, сполучених підземним пішохідним переходом, є турнікети. Платформи знаходяться біля п'яти колій двох перегонів.
Час руху з Москва-Пасажирська-Смоленська — 22 хвилини.

## Пересадка
На Московські автобуси маршрутів: 16, 73, 104, 127, 178, 609, 757, 779.
| Попередня станція | Лінія | Лінія                                     | Лінія | Наступна станція |
| ----------------- | ----- | ----------------------------------------- | ----- | ---------------- |
| Кунцево I         |       | Москва-Пасажирська-Смоленська — Кубинка-1 |       | Сетунь           |
| Кунцево I         |       | Кунцево I — Усово                         |       | Ромашково        |